# Vraní hory
Vraní hory, polsky Góry Krucze, je geomorfologický okrsek Broumovské vrchoviny ležící na rozmezí Česka a Polska. Rozprostírají se v povodí Úpy a Bobru – při rozvodí Severního a Baltského moře. Vraní hory mají charakter výrazně členité hornatiny. Od západu je hornatina omezena strmými svahy a dosahuje největších výšek, k východu se výška hor postupně snižuje. Nejvyšší horou je Královecký Špičák (880,6 m), který je zároveň i nejvyšším bodem české části Broumovské vrchoviny.
Polští geomorfologové začleňují hornatinu do západní části Gór Kamiennych, které jsou součástí Sudetów Środkowych.
Hory jsou zalesněny. Těží se v nich ryolit. Česká část hor je dostupná po turisticky značené cestě z Bernartic a z Královce. Vrchol Královeckého Špičáku poskytuje vynikající výhled na východní Krkonoše, Jestřebí hory, Orlické hory, Broumovské stěny a Hejšovinu, Zvičinu, do polských Sudet (Wielka Sowa aj.), na Rýchory a západní část Žacléřské vrchoviny.